# 乔尔·卡斯尔斯
乔尔·卡斯尔斯（英語：Joel Cassells，1994年6月15日—），英国男子赛艇运动员。他曾代表英国参加世界赛艇锦标赛，获得一枚金牌和一枚铜牌，均来自男子轻量级双人单桨无舵手项目。